# Genius (сайт)
Genius — американский сайт, основанный в августе 2009 года Томом Леман, Иланом Зекан и Махбодом Могадам, позволяющий пользователям предоставлять аннотации и интерпретации текстов песен, новости, источники, стихи, документы.
Первоначально запущенная как Rap Genius с акцентом на хип-хоп-музыку, компания привлекла внимание и поддержку знаменитостей, а венчурный капитал позволил продолжить рост. Сайт расширился в 2014 году, чтобы охватить другие сферы СМИ, такие как поп, литература, R&B, и добавил встроенную в аннотации платформу. В том же году было выпущено приложение для iPhone. Чтобы отразить эти новые цели, сайт был повторно запущен как Genius в июле 2014 года. Версия для Android была выпущена в августе 2015 года, а в 2016 и 2017 годах компания начала выпускать ориентированный на музыку оригинальный видеоконтент и проводить живые мероприятия и концерты.

## История

### Основание и ранние годы (2009–2012)
Сперва Genius задумывался как краудсорсинговый сайт, ориентированный на хип-хоп, и первоначально назывался Rap Exegesis. Сайт изменил свое название на Rap Genius в декабре 2009 года, потому что написание «exegesis» было трудным для пользователей. Ресурс был создан в августе 2009 года Томом Леманом (который «ввёл первую строку кода» для веб-сайта в 12:30 вечера 19 августа 2009 года), Илэном Зэхори и Мабодом Могедомом, которые познакомились в студенческие годы в Йельском университете. Леман и Могедом придумали идею для сайта летом 2009 года, когда Леман спросил Могедома о смысле текста в песне «Cam'Ron». После того, как Леман написал самую раннюю версию сайта, он вместе с соучредителями Могедомом и Зэкори решил оставить свою работу в D. E. Shaw и Google, чтобы погрузиться в работу над сайтом.

#### Первоначальное финансирование
В 2011 году, когда сайт «привлёк более 1 миллиона уникальных посетителей в месяц», Rap Genius подали заявку на запуск инкубатора Y Combinator, «став самым быстрорастущим стартапом в истории Y Combinator». Получив в качестве начального финансирования $1,8 млн, основатели сайта смогли открыть свой офис в Уильямсбурге, Бруклин. В 2012 году компания получила дополнительные инвестиции в размере 15 миллионов долларов от венчурной компании Andreessen Horowitz (также известной как a16z), частично это было вызвано прошлыми усилиями партнера Марка Андриссена по созданию объекта групповой аннотации в веб-браузере. Бен Горовиц описал Genius как «одну из самых важных вещей, которые мы когда-либо финансировали». Три соучредителя компании были включены в список Forbes 30 Under 30 2012 года в категории «Музыка».

### Ранние противоречия (2013–2014)
В попытке распространить эту концепцию на другие жанры культуры, Genius запустил несколько новых каналов в 2013 году, включая News Genius, Rock Genius и Poetry Genius. Сервис также добавил возможность для внешних издателей интегрировать платформу Rap Genius в другие веб-сайты для создания аннотированных статей. Однако компания также испытала некоторые проблемы в области онлайн-контента.

### Расширение и ребрендинг (2014–2015)
В марте 2014 года Genius запустил функцию, позволяющую пользователям «вставлять» аннотированные тексты на другие веб-сайты.

### Запуск контента (2016–настоящее время)
Genius начал предлагать оригинальный контент в 2016 году, начиная с интеграции «Behing the Lyrics», предлагаемой в сотрудничестве с Spotify, которая «соединяет всплывающие аннотации с избранными треками из потокового сервиса, а также эксклюзивным контентом исполнителя», запускаясь с контентом от Pusha T, Tinashe и Дипло. Первоначально доступный только на iOS, «Behind the Lyrics» стал доступен на Android в апреле 2017 года. В октябре 2018 года Genius объявила о партнерстве с Apple Music, и подписчики Apple Music смогли воспроизводить песни в полном объёме прямо с сайта. Кроме того, Genius будет предоставлять тексты для основного сервиса Apple Music.
Genius начал планировать создание оригинального видеоконтента, а в июне 2016 года объявил о найме в качестве ведущей Регины Деллеа, ранее возглавлявшей Mic. В сентябре 2016 года Genius объявили о принятии в свой совет директоров Стива Стаута, основателя и генерального директора компании по разработке и маркетингу брендов Translation.
Genius также получили дополнительные $15 млн в 2018 году, в результате чего их общий объём финансирования составил $79 млн с 2009 года. В июне 2019 года Genius обвинил Google в копировании текстов с сайта Genius.com без разрешения и публикации текстов непосредственно на страницах поиска в Google. Это привело к падению трафика на Genius.com.

#### Живые мероприятия
Genius начали проводить живые мероприятия в своей штаб-квартире в Бруклине в 2017 году. 26 апреля 2017 года Genius устроили вечеринку с рэпером Wale в честь выхода его альбома SHiNE. 7 сентября 2017 года Роб Маркман взял интервью у Иссы Рэй перед живой аудиторией. Genius провели свое первое концертное мероприятие 9 сентября 2017 года с фестивалем IQ/BBQ в штаб-квартире Genius. На мероприятии были представлены выступления артистов, включая Pusha T, Dej Loaf, A Boogie wit da Hoodie, партнёрами мероприятия были Adidas и Atari.
В 2018 году Genius провел с Dropbox живое мероприятие под названием «Lyrics To Life»; это была четырёхдневная художественная выставка с художественными инсталляциями, вдохновлёнными музыкой.

#### Мерчендайз
Genius начали продавать фирменные товары в середине 2016 года. В 2017 году Genius расширили свои товарные предложения с запуском своей коллекции «1997», с набором стилей и тем, вдохновленных культурными событиями 1997 года.

## Genius в России
Сайт широко известен не только всемирно, но и на территории Российской Федерации. По данным Google Analytics, почти 6% мировой посещаемости сайта приходится на пользователей из России. У проекта RSC есть своё сообщество VK.

### Блокировка сайта в РФ
30 июля 2021 года ресурсы сайта, а именно страницы с разборами текстов таких музыкантов, как Pharaoh, Face, Хаски, ЛСП и 1.Kla$ были заблокированы вместе с основным доменом Роскомнадзором. Причиной этому послужило наличие на этих страницах текстов запрещённого в рамках действующего российского законодательства содержания.
После удаления разборов текста с запрещённым содержанием, 6 августа 2021 года сайт был вновь разблокирован на территории Российской Федерации.

## Особенности
Тексты песен на Genius оформлены различным выделением стихов; при нажатии на серые строки отображаются всплывающие аннотации, которые предоставляют дополнительные сведения и контекст выделенного текста. Пользователи могут предоставлять свои собственные аннотации, выделяя фрагменты текста. Тексты на Genius сортируются по различным тематическим каналам, включая рэп, рок и поп-музыку, литературу, новости, исторические тексты (History Genius), спорт, телевидение и кино (Screen Genius), а также «Х» — любую другую тему, не охваченную другими категориями. Сайт также предлагает «рэп-карту», отображение карт Google с профилями и метками для географических местоположений, связанных с рэп-культурой или упомянутых в рэп-песнях.
Зарегистрированные пользователи могут загружать, исправлять и комментировать тексты. Они также могут выдвигать предложения по улучшению уже опубликованных текстов и аннотаций. Редакторы и модераторы помогают создавать и контролировать контент для обеспечения качественного написания. Пользователи зарабатывают «IQ» с каждой опубликованной заметки. Очки начисляются на основе не только количества текста, который аннотируется, но и качества аннотаций. Пользователи получают больше прав на редактирование и модерацию по мере начисления большего количества баллов IQ.

### Spotify
Spotify включает в себя возможность отображать тексты песен от Genius для конкретных треков, позволяя пользователям «смотреть аннотированные тексты песен, когда вы их слушаете».

## Ключевые фигуры
По состоянию на 2017 год, ключевыми сотрудниками и участниками Genius являются основатели Том Леман и Илен Зэхори; дополнительные члены совета директоров Бен Хоровиц, Ден Гилберт и Стив Стаут; главный контент-директор Брендан Фредерик; глава отдела связей с артистами Роб Маркмен.
Среди артистов, сотрудничающих с Genius, присутствуют и такие известные исполнители и продюсеры, как Лорд, Фрэнк Оушен, Лин-Мануэль Миранда, Селена Гомес, Фиби Райан, DJ Khaled, Нас, Эминем, Риверс Куомо и Рик Рубин.